# سلطان الدولة
سُلْطَانُ الدَّوْلَةِ أبُوْ شُجَاعٍ بْنُ بَهَاءِ الدَّوْلَةِ بْنُ عَضُدِ الدَّوْلَةِ بْنُ بُوَيْه (بالفارسية: ابو شجاع)؛ (993 - ديسمبر 1024)، كان أمير البويهيين في بلاد فارس (1012-1024)، والعراق (1012-1021). هو ابن بهاء الدولة.

## حياته
عاش أبو شجاع في بغداد في شبابه. قبل وفاة بهاء الدولة بقليل، عُيِّن أبو شجاع خلفًا له. بعد خلافة والده، أخذ لقب سلطان الدولة وعز الملة (قوة الأسرة ومجد المجتمع). سافر إلى عاصمة والده في شيراز، سعى بالفعل لتنصيب الخليفة العباسي التقليدي، ولكن بدلاً من ذلك أرسل المواد المطلوبة إليه. عهد إلى أخويه الأكبر جلال الدولة وقوام الدولة بولايتي البصرة وكرمان على التوالي. مكث في بلاد فارس مدة طويلة. عندما عاد إلى العراق بعد ثلاث سنوات، ذهب إلى الأهواز للقاء محافظه.
في عام 1018، عاد سلطان الدولة مرة أخرى إلى العراق، في محاولة للحفاظ على علاقات ودية مع الموصل. استغل قوام الدولة تواجد أخيه في الغرب وغزا فارس بدعم من الغزنويين. فشل الهجوم، لكن محاولة قوام الدولة كانت علامة على انقسام الدولة البويهية. بعد صد هجوم قوام الدولة، عاد سلطان الدولة إلى العراق من أجل ترسيخ حكمه هناك. أخيرًا أخضعت مسيرات المنطقة، التي قاومت السلطة البويهية لفترة طويلة.
غير أن المرتزقة الأتراك أصبحوا مستائين من وجود قوات الديلمية التابعة لسلطان الدولة. لذلك نصبوا شقيق الأمير، مشرف الدولة، حاكمًا لهم عام 1021. بعد سلسلة طويلة من المفاوضات، اعترف سلطان الدولة بشقيقه ملكا للعراق، مقابل خضوع الأخير. ومع ذلك، أراد سلطان الدولة الاحتفاظ بالحكم المباشر على المنطقة، وغزا بجيشه. وأدت هزيمته على يد قوات مشرف الدولة إلى وضع حد لهذه الخطة، وأصبح العراق مستقلاً تمامًا. توفي مفهوم الأمير الكبير مؤقتًا وأصبحت كل منطقة من مناطق الدولة البويهية تُحكم الآن بشكل مستقل عن بعضها البعض. بعد أن أشرف على تفتيت البويهيين، توفي سلطان الدولة في شيراز في ديسمبر 1024. وخلفه في فارس ابنه أبو كاليجار.